# Mieczysław Ferszt
Mieczysław Ferszt (przybrane nazwiska: Mieczysław Frankowski i Jan Malinowski), ps. „Młot” (ur. 19 marca 1919 w Warszawie, zm. po 28 kwietnia 1943 tamże) – działacz Polskiej Partii Socjalistycznej i Polskiej Partii Robotniczej, bojownik Barykady Wolności, ZWW i Gwardii Ludowej(GL).

## Życiorys
Był synem Samuela Dawida (subiekta). Ukończył szkołę rzemieślniczą i rozpoczął pracę jako tokarz w Zakładach Mechanicznych „Ursus”. Był członkiem Czerwonego Harcerstwa od 1935, a później Organizacji Młodzieży Towarzystwa Uniwersytetu Robotniczego. Sekretarz Wydziału Młodzieży przy Okręgowym Komitecie Robotniczym PPS, początkowo Warszawa-Podmiejska, a od 1938 Warszawa. Współorganizator we wrześniu 1937 zlotu młodzieży PPS w Warszawie, działał również w Akcji Socjalistycznej. 
Podczas obrony Warszawy we wrześniu 1939 brał udział przy organizowaniu Robotniczych Batalionów Obrony Warszawy. Mieszkał początkowo u Adama Próchnika przy ul. Krasińskiego 18 i pracował w kotłowni Warszawskiej Spółdzielni Mieszkaniowej. Później pracował w oddziale dróg i mostów Zarządu Miejskiego, gdzie był robotnikiem dniówkowym. Używał wówczas nazwisk Mieczysław Frankowski i Jan Malinowski.
Od października 1939 w konspiracji i wchodził w skład zespołu redakcyjnego „Biuletynu Informacyjnego”, który był wydawany przez Adama Próchnika. Działał od listopada w tzw. I Komitecie Adama Próchnika, w którym odpowiadał za sprawy młodzieżowe i kolportaż, a także pośredniczył w kontaktach Próchnika z Norbertem Barlickim i Stanisławem Dubois. Od stycznia 1940 działał w organizacji „Barykada Wolności”; w sierpniu po rozłamie był jednym z czołowych działaczy grupy. Grupa od grudnia 1940 wydawała pismo „Sztandar Wolności”. Od wiosny 1941 był odpowiedzialny za sprawy wojskowe w warszawskiej organizacji „Młota i Sierpa”, a która została rozbita po aresztowaniach w czerwcu tego roku. We wrześniu 1941 na zebraniu założycielskim ZWW reprezentował grupę „Sztandaru Wolności” i uczestniczył w pierwszej akcji dywersyjnej tej organizacji, którą dowodził Jan Fajge (spalono niemieckie samochody w warsztatach przy rogu ulic Czerniakowskiej i Mącznej). Od początku 1942 należał do PPR i współorganizował GL na Powiślu. Zagrożony aresztowaniem, od maja do lipca 1942 przebywał w Radomiu.
24 października 1942 dowodził akcją odwetową GL na drukarnię „Nowego Kuriera Warszawskiego” przy ul. Marszałkowskiej 3/5. Od grudnia został dowódcą dzielnicy GL Powiśle i jednocześnie dowódcą Grupy Specjalnej Okręgu Warszawa-Miasto GL. 20 stycznia 1943 podczas odprawy dowództwa Okręgu przy ul. Brzeskiej referował plan pomocy dla warszawskiego getta, a w lutym tego roku dowodził akcją ekspropriacyjną w urzędzie pocztowym na Marymoncie. 
Podczas spotkania z „Maksem” 23 lutego 1943 został aresztowany na rogu ulic Rakowieckiej i Puławskiej, a następnie osadzony w siedzibie Gestapo w al. Szucha 25. Jedyne zachowane grypsy (ostatni nosi datę 28 kwietnia) z al. Szucha zostały odnalezione w styczniu 1945 w gmachu Gestapo i przekazane do Muzeum Historii Polskiego Ruchu Rewolucyjnego. Zginął w nieznanych okolicznościach.

## Życie prywatne
Jego żona Helena Grotowska została aresztowana tego samego dnia i 28 kwietnia 1943 wywieziona do obozu koncentracyjnego w Auschwitz-Birkenau. 

## Upamiętnienie
Imieniem Mieczysława Fersta nazwano w 1961 ulicę w Warszawie. 
W 2008 i 2012 działacze Prawa i Sprawiedliwości bezskutecznie wnioskowali o nadanie ulicy imienia św. Wincentego Pallottiego, uznając dotychczasowego patrona za bandytę. W 2016 wobec uchwalenia tzw. ustawy dekomunizacyjnej Zespół Nazewnictwa Miejskiego zaproponował zmianę, sugerując nazwy Władysława Raczkiewicza i Szmaragdową. W listopadzie 2017 Wojewoda Mazowiecki zarządzeniem zastępczym ustalił nową nazwę w brzmieniu: ulica Ks. Władysława Gurgacza. Ostatecznie wyrokiem NSA z grudnia 2018 przywrócono nazwę: ulica Mieczysława Ferszta.